# Тшцяна (гміна)
Гміна Тшцяна (пол. Gmina Trzciana) — сільська гміна у південній Польщі. Належить до Бохенського повіту Малопольського воєводства.
Станом на 31 грудня 2011 у гміні проживало 5257 осіб.

## Площа
Згідно з даними за 2007 рік площа гміни становила 44.09 км², у тому числі:
- орні землі: 64.00%
- ліси: 25.00%

Таким чином, площа гміни становить 6.98% площі повіту.

## Населення
Станом на 31 грудня 2011:
| Опис     | Загалом | Загалом | Чоловіки | Чоловіки | Жінки | Жінки |
| -------- | ------- | ------- | -------- | -------- | ----- | ----- |
| одиниця  | осіб    | %       | осіб     | %        | осіб  | %     |
| все      | 5257    | 100     | 2600     | 49.46    | 2657  | 50.54 |
| міське   | 0       | 100     | 0        |          | 0     |       |
| сільське | 5257    | 100     | 2600     | 49.46    | 2657  | 50.54 |

## Сусідні гміни
Гміна Тшцяна межує з такими гмінами: Жеґоцина, Лапанув, Ліманова, Новий Вісьнич.